# Leokadija Diržinskaitė-Piliušenko
Leokadija Diržinskaitė-Piliušenko (ur. 20 stycznia 1921 w Ančlaukys w rejonie wyłkowyskim, zm. 2008 w Wilnie) – litewska działaczka partyjna i państwowa, minister spraw zagranicznych w latach 1961–1976 oraz wiceprzewodnicząca Prezydium Rady Najwyższej Litewskiej SRR (1976–1985).  

## Życiorys
W czasie pierwszej okupacji radzieckiej (1940–1941) pracowała jako sekretarz lokalnego komitetu wykonawczego. W latach 1941–1951 zatrudniona w litewskim Komsomole. W 1950 przystąpiła do KPZR. Rok później ukończyła studia w Wyższej Szkole Partyjnej przy KC KPZR w Moskwie. W 1951 objęła funkcję instruktorki szawelskiego komitetu obwodowego KPL. Dwa lata później została sekretarzem Komitetu Miejskiego KPL w Szawlach – później pełniła obowiązki I sekretarza. W 1960 mianowano ją zastępczynią premiera Litewskiej SRR. Rok później objęła tekę ministra spraw zagranicznych, którą piastowała do 1976.  W 1962 zasiadła po raz pierwszy w ławach Rady Najwyższej ZSRR – mandat sprawowała do 1966. W 1976 została wiceprzewodniczącą Prezydium Rady Najwyższej Litewskiej SRR (do 1985). 